# Ishinca
De Ishinca is een 5.530 meter hoge berg in Peru, die deel uitmaakt van de bergketen Cordillera Blanca, gelegen in de vallei Quebrada Ishinca van de Andes. Het is een van de acclimatisatiebergen in de Cordillera Blanca.

## Klimroutes
De Ishinca kan via twee graten beklommen worden.
Noordwest graat: is de normaalroute PD-. De route begint in het centrale Ishinca basiskamp en loopt vandaar uit via een wandelpad naar een meertje net onder de vlakke rotsplaten die naar gletsjer ten noordwesten van de Ishinca begint. Via een eenvoudige klim komt men bij de gletsjer. Deze volgt mene naar de noordwest graat. Via een spectaculaire ijsbreuk met grote spleten komt men vervolgens bij de toppiramide. De laatste 100 m zijn ongeveer 45-50 graden steil.
Zuidwest graat: PD- heeft men mogelijk moeilijkheden bij een grote gletsjerspleet net onder de top. Vandaar dat deze route minder vaak beklimmen wordt.